# Cerapachys imerinensis
Cerapachys imerinensis é uma espécie de formiga do gênero Cerapachys.